# Lluís Miquel Campos González
Lluís Miquel Campos González   (València, 6 de març de 1944 - 25 de maig de 2023), conegut simplement com a Lluís Miquel, va ser un cantant, actor de doblatge, productor musical i empresari valencià.
Estudià decoració en l'especialitat d'escenografia, compaginant-ho amb els estudis musicals a València. El 1962 fundà el grup musical Els 4 Z, pioners, junt amb Raimon, de la Nova Cançó al País Valencià, i adaptaren al valencià cançons de diversos intèrprets francesos. Amb cinc discos enregistrats, el grup es va dissoldre el 1968 per la repressió franquista. Lluís Miquel rellançà el projecte musical el 1976 amb el grup Lluís Miquel i els 4-Z, activitat musical que compaginava amb les tasques empresarials. Sense deixar aquest darrer grup, el 1980 creà Pàtxinguer Z, dedicat al ball humorístic. Amb aquest grup publica tres àlbums amb temes en català i en castellà.
Campos va fundar la primera empresa productora audiovisual de València el 1970, Novimag, i el 1977 el primer estudi de so valencià, Estudis Tabalet, del qual va ser director i copropietari. També ha sigut l'impulsor de l'empresa productora Adí Producciones, SL, especialitzada en espectacles teatrals i musicals, amb la qual produeix diversos programes de televisió per a Televisió Valenciana, TVE i Antena 3. També coprodueixen els festivals de la OTI realitzats a València, la producció en gira del Taller d'Òpera de València, comèdies musicals, etc.
Com a director de la discogràfica Ànec Discos realitzà un ambiciós projecte de l'Antologia de la Música Valenciana, al qual es publicà, entre 1979 i 1983, un bon nombre de discos dels artistes més destacats de la cançó valenciana (Paco Muñoz, Carraixet, Al Tall, Pàtxinguer Z, Bustamante) amb la important labor de producció i documentació de Toni Mestre.
El 1984, Lluís Miquel Campos creà les infraestructures necessàries per al doblatge, per primera vegada, de pel·lícules i sèries de televisió en valencià, tasca que l'ha portat a doblar diferents personatges. La primera pel·lícula que es doblà a Tabalet per a RTVV fou Le salaire de la peur (1953), amb les veus d'Ovidi Montllor i d'Eduardo Sancho, l'any 1986.
Lluís Miquel també fou l'autor del jingle dels supermercats Mercadona, però no té els drets d'autor perquè l'empresa la registrà el 12 de novembre de 2014; fins llavors, el públic no coneixia l'autoria de la melodia.
L'octubre de 2018 va rebre l'Alta Distinció al Mèrit Cultural de la Generalitat Valenciana. El setembre de 2021 va rebre la Medalla del Consell Valencià de Cultura.

## Discografia[9]
- Onze cançons i un adéu. Lluís Miquel i 4Z. (1977)
- LP Patxinger Z. Patxinger Z. (1981)
- Antologia de la Comedia Musical Valenciana. Patxinger Z (1986).
- Silenci gravem. Canta Lluís Miquel. Amb Els 4Z i Orquestra. (1986)
- Els nostres poetes. Amb Paco Muñoz y Juli Mira. (1998)
- Lluís Miquel canta Jacques Brel. (2018)